# Lookism
Lookism (englisch look „Aussehen“ und -ism, im deutschsprachigen Raum auch Lookismus) bezeichnet die Stereotypisierung bzw. Diskriminierung auf Grund des Aussehens. Das Phänomen wird insbesondere bezogen auf englischsprachige Staaten wie die USA oder Australien thematisiert.

## Definition
Eine dort häufig zitierte Definition lautet:
„Lookism ist die Annahme, dass das Aussehen ein Indikator für den Wert einer Person ist. Sie bezieht sich auf die gesellschaftliche Konstruktion einer Schönheits- oder Attraktivitätsnorm und die Unterdrückung durch Stereotype und Verallgemeinerungen über Menschen, die diesen Normen entsprechen und über diejenigen, die ihnen nicht entsprechen.“

## Beispiele
Als Beispiel für Lookism wird der größere Erfolg von attraktiven Menschen am Arbeitsmarkt genannt. 2022 hatten Forscher der Universität Düsseldorf 3.500 Erwachsene im Rahmen einer Studie untersucht und diese dabei in 11 Attraktivitätsstufen unterteilt. Dabei zeigte sich, dass Teilnehmer der Stufe 11, der höchsten Stufe, im Schnitt monatlich 900 Euro mehr als solche der Stufe 1 verdienten. Auftreten und Erscheinungsbild spielen schon immer eine wichtige Rolle in der Arbeitswelt. So erklärte die amerikanische Sozialpsychologin Ellen S. Berscheid bereits 1981, dass die Bedeutung körperlicher Attraktivität durch geographische Mobilität zunehme und dies einen Widerspruch zu der besonders in den USA verbreiteten Ansicht darstelle, dass jeder mit den gleichen Chancen geboren sei. Ebenfalls gibt sie an, dass es bei Unattraktiven zu psychischen Belastungen kommen könne, falls diese einen Mangel an Beliebtheit irrtümlicherweise auf einen Makel in ihrer Persönlichkeit zurückführen.
Säuglinge zeigen bereits eine größere Aufmerksamkeit gegenüber attraktiven Gesichtern und gutaussehende Schüler bekommen, laut einem Forschungsprojekt der Bildungsforscherin Inke Dunkake, auch bessere Noten als weniger Attraktive.
Die Autoren einer Untersuchung im Tourismusbereich nehmen an, dass diese Äußerlichkeiten zunehmend im Rahmen einer Unternehmensstrategie systematisch gesteuert werden. Dadurch soll ein bestimmtes Unternehmensimage vermittelt und den Kunden ein ansprechendes Serviceerlebnis geboten werden. Die Mittel dazu sind beispielsweise die Bewertung des Aussehens und der Sprache der Bewerber im Einstellungsprozess und genaue Vorschriften zu Kleidung und Körperhaltung während der Arbeit.
Eine Untersuchung im Hochschulbereich ergab, dass junge Akademikerinnen ihr Aussehen herunterspielen, weil sie gutes Aussehen als Karrierenachteil empfinden, während männliche Akademiker keine solchen Überlegungen anstellen. Laut einer Studie der Wirtschaftswissenschaftler Bradley Ruffle und Ze’ev Shtudiner profitieren vor allem attraktive Männer bei Bewerbungsverfahren von ihrem Aussehen, während attraktive Frauen seltener zu Vorstellungsgesprächen eingeladen wurden. Ruffle und Shtudiner vermuten, dass der Grund für Letzteres auf Eifersucht zurückzuführen sein könne, da 95 Prozent der involvierten Personaler weiblich waren.
Immer wieder lässt sich über Studien nachweisen, dass die Körpergröße bei Männern einen Einfluss auf das Gehalt haben kann. Bei Frauen tritt der Effekt nicht auf.
Lookismus ist eng mit anderen Formen der Gruppenbezogenen Menschenfeindlichkeit verknüpft, etwa mit Rassismus, Sexismus, Ageismus oder Behindertenfeindlichkeit.

### Maßnahmen gegen Lookism
Im Gegensatz zu Diskriminierungsformen wie Sexismus oder Rassismus ist diese Form der Diskriminierung üblicherweise nicht gesetzlich verboten. Der Journalist und Sachbuchautor Sebastian Leber bezeichnet Lookismus als „die vielleicht meist unterschätzte aller Diskriminierungen“. Eine Ausnahme bildet der australische Bundesstaat Victoria, wo durch den Equal Opportunity Act 1995 unter anderem Diskriminierung aufgrund des Aussehens verboten ist; weitere Beispiele sind die US-amerikanischen Städte Washington und Santa Cruz. Für ein gesetzliches Verbot von Diskriminierung aufgrund des Aussehens wurde das Argument vorgebracht, dass Einstellungsentscheidungen aufgrund von Leistung fallen sollten und das Aussehen mit Leistung nichts zu tun habe. Gegen ein solches Verbot wurde argumentiert, dass gutes oder schlechtes Aussehen sehr subjektiv sei. Schon Diskriminierungen aufgrund von Geschlecht, Hautfarbe oder Behinderung seien oft nur schwer nachweisbar, Diskriminierung aufgrund des Aussehens sei wegen der dem Begriff Schönheit innewohnenden Subjektivität noch schwerer zu objektivieren. In den USA ist es generell unüblich, dass man einer Stellenbewerbung ein Bild von sich beifügt.